# Xã Evart, Michigan
Xã Evart (tiếng Anh: Evart Township) là một xã thuộc quận Osceola, tiểu bang Michigan, Hoa Kỳ. Năm 2010, dân số của xã này là 1.483 người.